# Gracemere
Gracemere är en stad i Queensland, Australien. Staden beräknades ha 10 170 invånare 2003. Den ligger 9 kilometer väster om Rockhampton. 